# Pol García
Pol García Tena (Tarrasa, Barcelona, 18 de febrero de 1995) es un futbolista profesional español que juega como defensa para la U. S. Fasano de la Serie D.

## Trayectoria

### Inicios
Nacido en Tarrasa, García jugó para las categorías inferiores del R. C. D. Espanyol y F. C. Barcelona entre 2009 y 2011 antes de abandonar este último. Se informó que estaba cerca de unirse a la Juventus. Cuando se le preguntó sobre el motivo para unirse al club italiano, dijo: "Siempre es una gran experiencia".

### Juventus y cesiones
Debutó con la filial del equipo juventino el 17 de septiembre de 2011 ante el filial del Modena F. C. y el 19 de enero de 2013 entró en su primera convocatoria con el equipo sénior contra el Udinese Calcio, pero no consiguió debutar y tres días después volvió a ser convocado contra la S. S. Lazio para un partido de Copa en el que tampoco logró su debut con el primer equipo. En 2014 se fue cedido al Vicenza Calcio donde logró su debut profesional el 7 de septiembre de 2014 en la segunda división italiana ante el Trapani Calcio. Su primer gol llegaría un mes después, donde anotó un tanto contra el Calcio Catania aunque no pudo evitar la derrota de su equipo. Para la siguiente temporada se fue cedido al F. C. Crotone donde disputa doce partidos y marc´p un gol. La temporada 2016-17 llegó cedido a la Unione Sportiva Latina Calcio y la 2017-18 a la U. S. Cremonese.

### Bélgica y México
El 11 de julio de 2018 firmó por cuatro temporadas con el Sint-Truidense poniendo fin a su etapa como jugador de la Juventus. Debutó de manera no oficial con el club en un amistoso ante el Spouewen-Mopertingen jugando 45 minutos. El partido acabó con victoria por 8-0 del Sint-Truidense. Debutó oficialmente el 16 de septiembre en la Primera División de Bélgica contra el K. A. A. Gante. El partido finalizó 1-2 con victoria del Sint Truiden.
El 28 de septiembre de 2019 su equipo iba perdiendo 3-0 contra el K. R. C. Genk, rival del Sint-Truidense, pero el partido acabó con empate a tres y Pol contribuyó al empate marcando el segundo gol de los locales.
El 31 de enero de 2021 firmó por el F. C. Juárez para jugar en la Liga MX de México. Abandonó el club al año siguiente al poco de iniciarse el Clausura 2022.

### Regreso a España e Italia
Volvió a España y el 22 de marzo de 2022 se comprometió con el C. D. Lugo para lo que restaba de temporada. Al término de la misma quedó libre al no renovar su contrato.
Tras este breve paso por su país, en el mes de agosto volvió a Italia para jugar en la A. C. Trento 1921. Allí estuvo un par de campañas y en septiembre de 2024 fichó por el Panachaiki de Patras. Menos de un año después, en julio de 2025, se unió a la U. S. Fasano.

## Selección nacional
Ha sido internacional en una ocasión con la selección de fútbol sub-17 de España.

## Clubes
| Club                         | País    | Año       |
| ---------------------------- | ------- | --------- |
| Juventus F. C.               | Italia  | 2014-2018 |
| Vicenza Calcio (cedido)      | Italia  | 2014-2015 |
| F. C. Crotone (cedido)       | Italia  | 2015-2016 |
| U. S. Latina Calcio (cedido) | Italia  | 2016-2017 |
| U. S. Cremonese (cedido)     | Italia  | 2017-2018 |
| Sint-Truidense               | Bélgica | 2018-2021 |
| F. C. Juárez                 | México  | 2021-2022 |
| C. D. Lugo                   | España  | 2022      |
| A. C. Trento 1921            | Italia  | 2022-2024 |
| Panachaiki de Patras         | Grecia  | 2024-2025 |
| U. S. Fasano                 | Italia  | 2025-     |